# به لطف خدا (فیلم)
به لطف خدا (فرانسوی: Grâce à Dieu‎) فیلمی در ژانر درام به کارگردانی فرانسوا اوزون است که در سال ۲۰۱۹ منتشر شد.

## بازیگران
- ملویل پوپو
- دنیس منشت
- اریک کاراواکا
- ژوزین بالاسکو
- هلن ونسان
- فردریک پیرو